# 弗拉特羅克 (密歇根州)
弗拉特羅克（英語：Flat Rock）是一個位於美國密歇根州門羅縣及韋恩縣的城市。

## 人口
根據2020年美國人口普查的數據，弗拉特羅克的面積為17.37平方千米，當中陸地面積為17.01平方千米，而水域面積為0.36平方千米。當地共有人口10541人，而人口密度為每平方千米607人。